# Pair-et-Grandrupt
Pair-et-Grandrupt és un municipi francès, situat al departament dels Vosges i a la regió del Gran Est. L'any 2007 tenia 473 habitants.

## Demografia

### Població
El 2007 la població de fet de Pair-et-Grandrupt era de 473 persones. Hi havia 192 famílies, de les quals 48 eren unipersonals (36 homes vivint sols i 12 dones vivint soles), 64 parelles sense fills, 68 parelles amb fills i 12 famílies monoparentals amb fills.
La població ha evolucionat segons el següent gràfic:
Habitants censats

### Habitatges
El 2007 hi havia 219 habitatges, 193 eren l'habitatge principal de la família, 8 eren segones residències i 18 estaven desocupats. 173 eren cases i 46 eren apartaments. Dels 193 habitatges principals, 149 estaven ocupats pels seus propietaris, 39 estaven llogats i ocupats pels llogaters i 4 estaven cedits a títol gratuït; 1 tenia una cambra, 10 en tenien dues, 21 en tenien tres, 46 en tenien quatre i 114 en tenien cinc o més. 160 habitatges disposaven pel capbaix d'una plaça de pàrquing. A 73 habitatges hi havia un automòbil i a 104 n'hi havia dos o més.

### Piràmide de població
La piràmide de població per edats i sexe el 2009 era:
| Homes | Edats   | Dones |
| ----- | ------- | ----- |
| 0     | 95 o +  | 0     |
| 0     | 90 a 94 | 0     |
| 0     | 85 a 89 | 0     |
| 4     | 80 a 84 | 0     |
| 4     | 75 a 79 | 0     |
| 4     | 70 a 74 | 4     |
| 4     | 65 a 69 | 12    |
| 8     | 60 a 64 | 24    |
| 16    | 55 a 59 | 8     |
| 12    | 50 a 54 | 4     |
| 24    | 45 a 49 | 8     |
| 28    | 40 a 44 | 16    |
| 12    | 35 a 39 | 28    |
| 8     | 30 a 34 | 24    |
| 12    | 25 a 29 | 0     |
| 8     | 20 a 24 | 16    |
| 32    | 15 a 19 | 8     |
| 24    | 10 a 14 | 24    |
| 12    | 5 a 9   | 8     |
| 16    | 0 a 4   | 16    |

## Economia
El 2007 la població en edat de treballar era de 325 persones, 254 eren actives i 71 eren inactives. De les 254 persones actives 228 estaven ocupades (126 homes i 102 dones) i 26 estaven aturades (16 homes i 10 dones). De les 71 persones inactives 30 estaven jubilades, 21 estaven estudiant i 20 estaven classificades com a «altres inactius».

### Ingressos
El 2009 a Pair-et-Grandrupt hi havia 200 unitats fiscals que integraven 518 persones, la mediana anual d'ingressos fiscals per persona era de 17.382,5 €.

### Activitats econòmiques
Dels 17 establiments que hi havia el 2007, 2 eren d'empreses de fabricació d'altres productes industrials, 5 d'empreses de construcció, 4 d'empreses de comerç i reparació d'automòbils, 1 d'una empresa d'hostatgeria i restauració, 1 d'una empresa d'informació i comunicació, 2 d'empreses de serveis, 1 d'una entitat de l'administració pública i 1 d'una empresa classificada com a «altres activitats de serveis».
Dels 5 establiments de servei als particulars que hi havia el 2009, 1 era un guixaire pintor, 3 lampisteries i 1 restaurant.
Dels 3 establiments comercials que hi havia el 2009, 1 era una botiga d'electrodomèstics i 2 botigues de material esportiu.
L'any 2000 a Pair-et-Grandrupt hi havia 3 explotacions agrícoles.

## Equipaments sanitaris i escolars
El 2009 hi havia una escola elemental integrada dins d'un grup escolar amb les comunes properes formant una escola dispersa.

## Poblacions més properes
El següent diagrama mostra les poblacions més properes.